# Diran Chrakian
Diran ''Indra'' Chrakian (en armenio: Տիրան Չրաքեան, Constantinopla, 1875-1921) fue un poeta, escritor, pintor y profesor armenio, víctima del genocidio armenio.

## Biografía
Diran Chrakian fue educado en la Escuela Berberian en Constantinopla, y posteriormente ingresó en la Escuela de Artes, donde su obra fue apreciada por el célebre pintor Hovhannes Aivazovsky. Chrakian trabajó como docente, escribió artículos, investigaciones literarias y notas. Entre sus principales obras se encuentra "Mundo Interior" (Ներաշխարհ, ensayos, 1906) y "Ciprés" (Նոճաստան, sonetos, 1908), bajo el seudónimo de Indra (anagrama de su nombre de pila).
Si bien sobrevivió al genocidio armenio de 1915, Chrakian perdió su cordura, vagando de forma errante por las provincias, y predicando el amor y la unidad. En 1921, fue exiliado por las autoridades turcas, siendo torturado y finalmente asesinado durante el proceso.
También se había convertido en miembro destacado de la Iglesia Adventista del Séptimo Día en el Imperio Otomano, habiéndose unido a ella en 1913.